# Sofija Rusowa

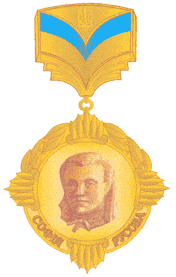
2005 gestiftete Rusaowa-Medaille mit dem Konterfei von Sofija Rusowa

Sofija Fedoriwna Rusowa (ukrainisch Софі́я Фе́дорівна Ру́сова; * 6. Februarjul. / 18. Februar 1856greg. in Oleschnja, Gouvernement Tschernigow, Russisches Kaiserreich; † 5. Februar 1940 in Prag, Protektorat Böhmen und Mähren) war eine ukrainische Pädagogin, Sozial- und Bildungsaktivistin, Schriftstellerin, Historikerin, Anthropologin, Kunsthistorikerin, Literaturkritikerin und eine Gründerin der ukrainischen Frauenbewegung.

## Leben
Sofija Rusowa kam auf dem väterlichen Landgut in Oleschnja in der heutigen ukrainischen Oblast Tschernihiw als fünftes Kind des schwedischstämmigen Oberst der Russischen Armee Fjodor Lindfors und dessen Frau Anna, der Tochter des Generals Alexander Karlowitsch Scherwe (Александр Карлович Жерве 1779–1858) zur Welt. Im Jahr 1865 zog die Familie nach Kiew, wo Sofija zur Schule ging und am Kiewer Funduklei-Mädchengymnasium ihr Abitur machte.
Am 30. August 1874 wurde sie die Ehefrau des ukrainischen Statistikers, Anthropologen, Folkloristen und sozialen Aktivisten Oleksandr Russow (Олександр Олександрович Русов 1847–1915).
Nach der Machtübernahme durch die Bolschewiki in der Ukraine emigrierte sie in die Tschechoslowakei.
Sie starb am 5. Februar 1940 in Prag und wurde auf dem dortigen Olšanské-Friedhof beerdigt.

## Ehrungen
2005 stiftete das Ministerium für Bildung und Wissenschaft der Ukraine eine nach Rusaowa benannte Medaille zur Verleihung an Pädagogen, die einen bedeutenden Beitrag zur Entwicklung der Vorschul- und Schulbildung geleistet haben.
Die ukrainische Nationalbank gab zu ihrem 160. Geburtstag 2016 eine Zwei-Hrywnja-Gedenkmünze heraus.